# Rhodospatha forgetii
Rhodospatha forgetii — вид квіткових рослин із родини кліщинцевих (Araceae), роду Rhaphidophora. Це ліана, рідним ареалом якої є Коста-Рика.